# Movie Star Junkies
I Movie Star Junkies sono un gruppo musicale italiano di genere punk blues, nato a Torino nel 2006.

## Storia del gruppo
Nascono nel 2006 a Torino. Stefano, Caio e Vincenzo sono di Torino, Alberto è di Cuneo e Emanuele viene dal Veneto.
Debuttano nel 2008 con Melville, pubblicato per la Voodoo Rhythm Records. Il disco è un concept dedicato a Herman Melville, scrittore di Moby Dick ed è stato inserito tra i migliori 20 dischi dell'anno per la rivista Rumore.
Nel 2010 esce A Poison Tree, sempre per l'etichetta Voodoo Rhythm Records. I testi dell'album si ispirano in parte alle opere di William Blake (la canzone che dà il titolo al disco è una poesia di Blake) e trattano i temi del dubbio e dell'incertezza; inoltre nel booklet è presente una citazione dello stesso Blake.
Nel 2012 esce il terzo disco Son of the dust, pubblicato per l'etichetta Outside/Inside Records, fondata da Matteo Bordin dei Mojomatics e da Emanuele 'Nene' Baratto, bassista del gruppo e nata inizialmente come studio di registrazione.
Nel 2014, ancora per Voodoo Rhythm Records, esce il disco Evil Moods.
Nel 2020 è la volta del quinto Shadow Of A Rose, pubblicato dalla francese Teenage Menopause Records.
Il 2023 vede il gruppo in una formazione inedita, con l'aggiunta di nuovi membri provenienti da diverse band italiane garage-punk (Bam!Box Orchestra, Dadar, Shitty Life) e con la quale pubblicano un singolo in 7" dal titolo Boy, Life Is Chaos nell'anno successivo.

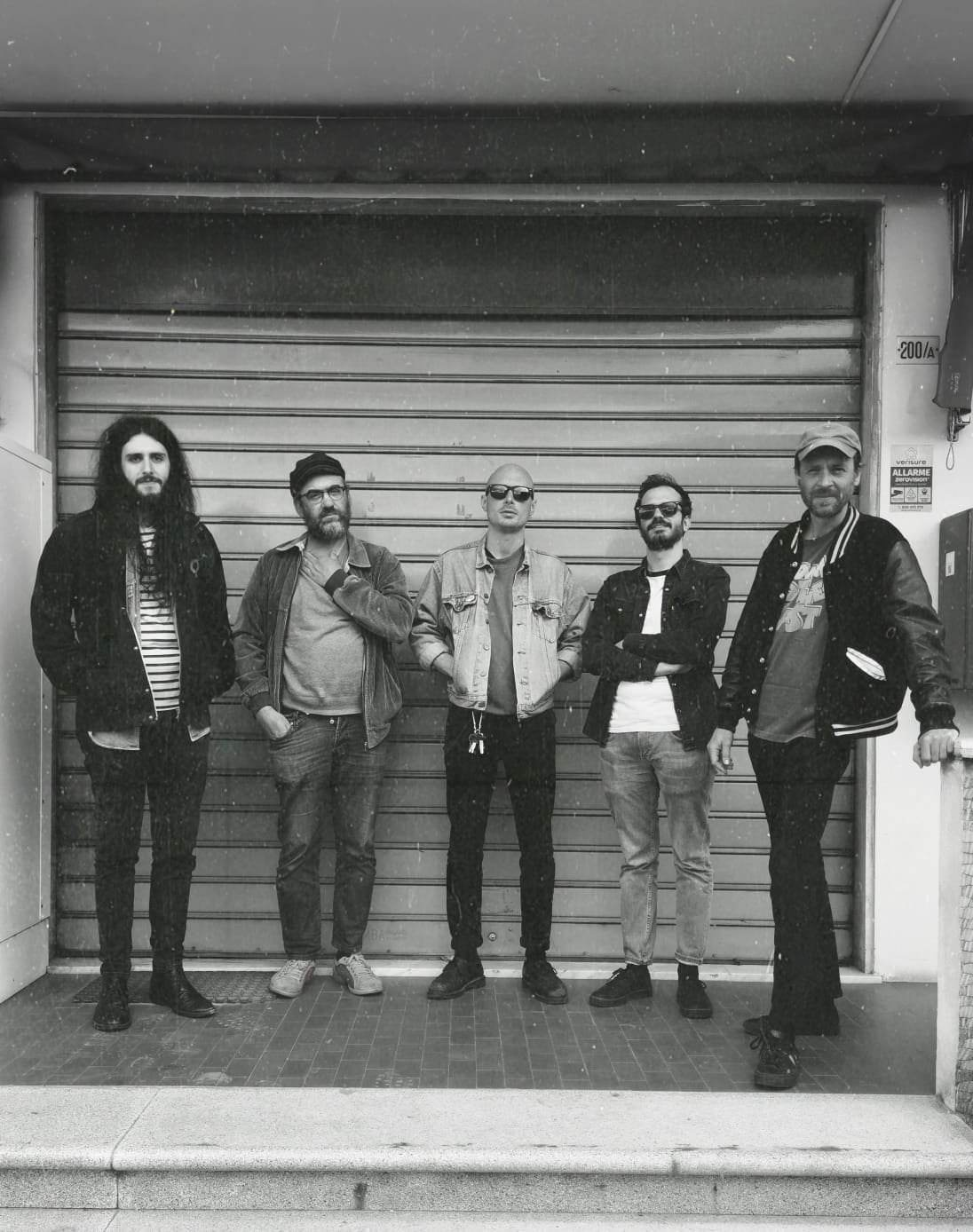
ritratto della nuova formazione, da destra verso sinistra.

## Formazione

### Formazione attuale
- Stefano Isaia - voce, percussioni, organo
- Lorenzo 'Lolo' Belli - basso
- Lorenzo 'Piff' Piffer - batteria, percussioni
- Alberto 'Boto' Dutto - chitarra elettrica, chitarra fuzz, chitarra acustica, contrabbasso
- Salvatore 'Galileo' Della Monica - chitarra elettrica, chitarra fuzz, chitarra acustica, cori

### Ex componenti
- Emanuele 'Nene' Baratto - basso, organo
- Caio Miguel Montoro - batteria, percussioni
- Vincenzo 'Vinz' Marando - chitarra elettrica, chitarra steel, chitarra dobro, cori

## Discografia

### Album
- 2008 - Melville LP/CD (Voodoo Rhythm Records)
- 2010 - A Poison Tree LP/CD (Voodoo Rhythm Records)
- 2012 - Son Of The Dust LP/CD (OutstideInside Records/Wild Honey Records)
- 2014 - Evil Moods LP/CD (Voodoo Rhythm Records)
- 2020 - Shadow Of A Rose LP/CD (Teenage Menopause Records)

### Raccolte
- 2009 - Junkyears (Avant! Records)
- 2013 - Still Singles (Wild Honey Records)

### Singoli, compilation
- 2006 - William Lee, su: Sick of Being Sick vol.1 (Primitive Records)
- 2006 - Dolls Come In/Garsin 7" (A fistful of Records)
- 2007 - Dialogue Between Zachary Swenson and Timothy Leary/Lipstick 7" (Nasty product)
- 2007 - Flamingos/the Whore 7" (Perpetrator Records)
- 2008 - Movie Star Junkies cassette (No fi Recordings)
- 2008 - Mother one sided 7" (Hell yes!)
- 2010 - Under the Marble Faun/Satan Satan 7" (Rococo Records)
- 2010 - Requiem pour un con (Serge Gainsbourg cover)/Le Trout 7" (Kizmiaz Records)
- 2011 - In a night like this 10" (Kill Shaman/Ghost)
- 2012 - Baltimore 7" (Goodbye Boozy Records)
- 2015 - Your Pretty Fangs 12" single-sided (Wild Honey Records)
- 2019 - You I Shall Drown, su: Volum O Rama #6 (Esplosioni di underground italiano) Cut+Mike Watt/Movie Star Junkies 7" (Bloody Sound Fucktory)
- 2024 - Boy, Life Is Chaos 7" (autoprodotto)

### Split album
- 2008 - Movie Star Junkies/The Feeling of Love split 7" (Rijapov/bibimbap ita/fr 2008)
- 2008 - Movie Star Junkies/G.I.Joe split 7"  (Brigadisco Records/Ni**aville)
- 2009 - Movie Star Junkies/Vermillion Sands split 7"  (Rijapov Records)
- 2009 - Movie Star Junkies/Last rapes of mister teach split 7"  (Shit in can Records)
- 2010 - Movie Star Junkies/Bob Corn 7"  (Framax Records)
- 2011 - Movie Star Junkies/Buzz Aldrin 7"  (Here I Stay Records)

## Curiosità
- Hanno musicato la poesia Almost a God di Emanuel Carnevali e la poesia A Poison Tree di William Blake.

## Progetti paralleli
- Stefano Isaia ha pubblicato un album solista dal titolo La Piramide di Sangue sotto il nome Gianni Giublena Rosacroce. Inoltre ha suonato il clarinetto nel gruppo La Piramide di Sangue.[10]
- Vincenzo Marando ha suonato nei Vernon Selavy[11].
- Emanuele 'Nene' Baratto e Caio Montoro hanno suonato nei Vermillion Sands[12].
- Alberto 'Boto' Dutto suona con il gruppo free jazz oAxAcA[13].
- Lorenzo 'Lolo' Belli e Lorenzo 'Piff' Piffer suonano insieme nei gruppi punk Dadar[14] e Shitty Life[15].
- Salvatore 'Galileo' Della Monica suona con Bam!Box Orchestra[16] e collabora al basso in Lac Observation, Ensemble, La Festa Delle Rane.

## Videoclip
- 2008 - Little Boy
- 2008 - Tongues of Fire
- 2012 - These Woods Have Ears
- 2014 - A Lap Full of Hate
- 2020 - East End Serenade
- 2024 - Boy, Life Is Chaos